# Superstition
«Superstition» — песня Стиви Уандера, вышедшая на альбоме Talking Book в 1972 году, а также изданная в виде сингла. В январе 1973 года песня поднялась на первую строчку хит-парада Billboard Hot 100.

## История создания
Поклонник музыки Стиви Уандера, британский гитарист Джефф Бек был приглашен играть на гитаре в альбоме Talking Book. Между двумя музыкантами было заключено соглашение о том, что в обмен на игру Бека на альбоме — ставшим первым в «золотой» серии пластинок Стиви, за которой последовали Innervisions 1973 года, Fulfillingness' First Finale 1974 года и Songs in the Key of Life 1976 года — Уандер напишет ему песню.
«Однажды я сидел в студии за барабанной установкой, на которой я люблю иногда играть, когда никого нет рядом», — рассказал Бек в книге Аннет Карсон «Jeff Beck: Crazy Fingers». После возвращения в студию Стиви попросил его продолжать играть и импровизировал на клавинете под барабанный ритм гитариста. «Это была моя песня в обмен на Talking Book. Я подумал: „Он подарил мне рифф века!“», — продолжает Бек. Затем Джефф немного помог Стиви с текстом, и музыканты в тот же день записали демо песни в Нью-Йорке.
Песня изначально предназначалась для дебютного альбома группы Beck, Bogert & Appice, но проблемы начались, когда Уандер показал демо руководству Motown. «Я сказал им: „Слушайте, я написал это для Джеффа Бека. Ему нравится песня“», — сказал Уандер в интервью Detroit Free Press. «Я подумал, что мы должны сделать „You Are The Sunshine of My Life“ первым синглом».
Берри Горди, босс лейбла Motown, услышал «Superstition». Убежденный, что этот сингл будет огромным хитом (так это и произошло), Горди настоял на том, чтобы Уандер перезаписал песню и выпустил её сам. Вместо этого BBA остались делать свою собственную версию — в замедленном темпе и с влиянием хард-рока — спустя несколько месяцев.
Словно заглаживая свою вину, Уандер написал для следующего альбома Бека Blow by Blow еще две песни — «Cause We’ve Ended As Lovers» и «Thelonius» и сыграл на клавинете на последней.

## Признание и награды
В 1998 году сингл Стиви Уандера с песней «Superstition» (вышедший в 1972 году на лейбле Tamla) был принят в Зал славы премии «Грэмми».
В 2004 году журнал Rolling Stone поместил песню «Superstition» в исполнении Стиви Уандера на 74 место своего списка «500 величайших песен всех времён». В списке 2011 года песня находится на 73 месте, а в обновлённом списке 2021 года — уже на 12-м месте.
Кроме того, в 2014 году британский музыкальный журнал New Musical Express поместил песню «Superstition» в исполнении Стиви Уандера на 103 место уже своего списка «500 величайших песен всех времён».
Также «Superstition» вместе с ещё тремя песнями в исполнении Стиви Уандера, — «Living for the City», «Master Blaster (Jammin’)» и «Uptight (Everything’s Alright)», — входит в составленный Залом славы рок-н-ролла список 500 Songs That Shaped Rock and Roll.
И ещё песня, в частности, вошла (опять же в оригинальном исполнении Стиви Уандера) в составленный журналом «Тайм» в 2011 году список All-TIME 100 Songs (список 100 лучших песен с момента основания в 1923 году журнала «Тайм»).

## Позиции в хит-парадах
Годовые чарты:
| Год  | Чарт                             | Позиция |
| ---- | -------------------------------- | ------- |
| 1973 | Канада (RPM Year-End)            | 75      |
| 1973 | США (Billboard Top Soul Singles) | 2       |
| 1973 | США (Billboard Top Pop Singles)  | 26      |

## Сертификации
| Регион | Сертификация  | Продажи   |
| --- | ------------- | --------- |
| Великобритания (BPI) | 3× Платиновый | 1 800 000 |
| * Данные о продажах приведены только на основе сертификации. ^ Данные о тиражах приведены только на основе сертификации. |               |           |